# Pułk Lombardia
Pułk Lombardia (hiszp. Regimiento de Lombardía) – hiszpański pułk piechoty powstały w 1537 jako Tercio Ordinario del Estado de Milán. Pułk rekrutował żołnierzy spośród hiszpańskich poddanych w Italii (Lombardia). Popularnie zwano go więc Tercio de Lombardía. W 1704 przemianowano go na Regimiento de Lombardía. A od 1776 znany jako Regimiento del Príncipe. Pułk walczył  o wyzwolenie Hiszpanii spod okupacji napoleońskiej.
Obecnie: Regimiento de Infantería Ligero Aerotransportable "Príncipe" nº 3''.

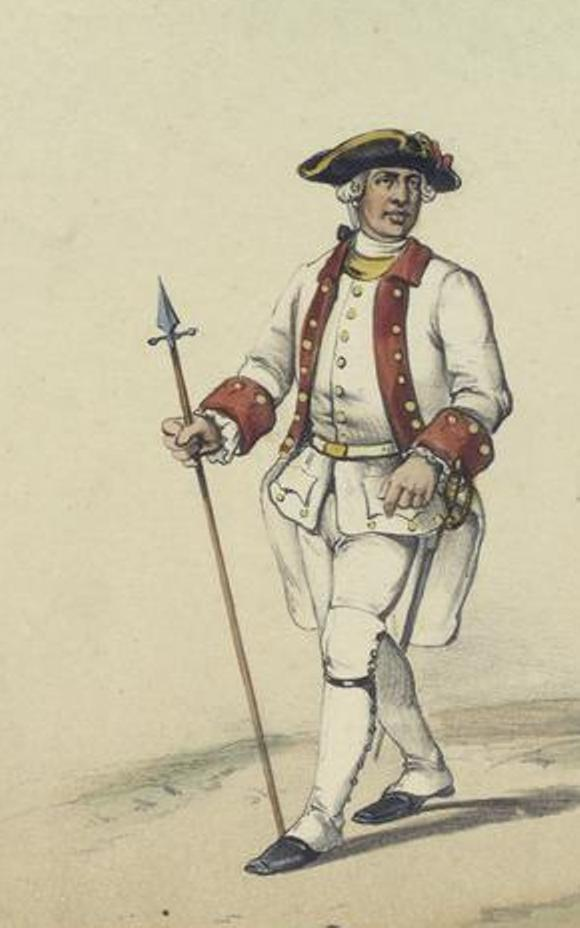
oficer pułku lombardzkiego (1766)